# 再生緣 (2002年電視劇)
《再生緣》（英語：Eternal Happiness）是香港電視廣播有限公司改編自清代乾隆年间弹词女作家陳端生（1751—約1796年）同名作品的古裝電視劇，由林峯、馬德鐘、葉璇、胡杏兒及楊怡領銜主演，並由劉玉翠、莫家堯及黃宇詩聯合演出，監製潘嘉德，此劇為無綫電視拍攝製作第二部同名電視劇。

## 演員表

### 元朝皇室
| 演員   | 角色            | 關係／暱稱 |
| 江 漢  | 忽必烈          | 可汗 元朝大汗 真金、忽哥赤之父 鐵穆耳之祖父 於第18集睡夢中駕崩                                                                                         |
| 羅 蘭  | 察必皇后        | 額蔑格 元朝皇后，後於第21集升格為太皇太后 因忽必烈不允許漢人劇團進宮表演而離宮出走，後於第16集回宮                                         |
| 李 岡  | 真 金           | 元朝皇太子 忽必烈之子 元成宗之父 於第6集因哮喘病病逝                                                                                                   |
| 馬德鐘 | 勃儿只斤·鐵穆耳 | 鐵頭、元成宗、鐵穆耳鐵公子 元朝皇太子，後於第21集登基為大汗 忽必烈之孫兒 真金之子 闊真之夫 鍾情於孟麗君 孟麗君、皇甫少華、馬可孛羅之結拜兄弟，排名第二 |
| 廖啟智 | 忽哥赤          | 九王爺 忽必烈之子 鐵穆耳之九皇叔 格米思之夫 寶兒之父 覬覦王位 於第32集表面上喝毒酒自尽，实為假死，最后离宫                                             |
| 韓馬利 | 格米思          | 九王妃 忽哥赤之妻 患有頭風症 |
| 戴少民 | 脱 欢           | 十一王爺 |
| 黃𨥈瑩 | 闊 真           | 郡主，後為太子妃，於第21集成為皇后 於第17集嫁給鐵穆耳                                                                                                  |
| 余子明 | 伯 顏           | 太傅 忽哥赤之天敵 |
| 韋家雄 | 阿桑哥          | 元成宗的近身侍衛 被榮蘭暗戀 |
| 廖麗麗 | 窩窩兒          | 太皇太后的近身 |
| 沈可欣 | 哈折            | 格米四近身 |
| 陈瑞华 | 比儿            | 阔真近身 |

### 孟家
| 演員   | 角色   | 關係／暱稱 |
| 盧海鵬 | 孟士元 | 前朝太醫 孟子儒、孟麗君之父 皇甫敬之好友 |
| 陳嘉儀 | 孟何氏 | 孟士元之妻 孟子儒、孟麗君之母 於第21集因孟士元被囚禁及被洗劫而患上失心瘋，第30集痊癒 |
| 莫家堯 | 孟子儒 | 孟士元之子 孟麗君之兄 衛勇娥之男友 |
| 葉 璇  | 孟麗君 | 女扮男裝並化名魏子尹/酈明堂 孟士元之女 孟子儒之妹 鐵穆耳、皇甫少華、馬可孛羅之結拜兄弟，排名第四 初期喜歡鐵穆耳 皇甫少華之鍾情對象、與其有婚約 借用酈明堂的身份投考科舉 |
| 楊 怡  | 蘇映雪 | 孟麗君之近身 忽哥赤之乾女兒（第23集起） 被格米思救起後，成為格米思之近身 於第11集被逼嫁入劉家，後欲投河自盡，於第13集被格米思救起 第13集起化名為梁素雲，第30集起化名為孟麗君 於第23集被乃顏斬傷 於第24集被冊封為大元郡主 被劉奎壁誤會為孟麗君，於第29集被劉奎壁識破 於第29集繡球徵婚，因而嫁給偽裝酈明堂的孟麗君 |
| 劉玉翠 | 榮 蘭  | 女扮男裝作小榮哥 孟麗君之近身 鍾情於阿桑哥 |

### 皇甫家
| 演員  | 角色     | 關係／暱稱 |
| 劉 江 | 皇甫敬   | 前朝大將 於第6集被劉家陷害而被判入獄 皇甫少華之父 孟士元之好友兼親家 |
| 林 峯 | 皇甫少華 | 黑炭頭 曾化名為黃石剛 皇甫敬之子 鐵穆耳、孟麗君、馬可孛羅之結拜兄弟，排名第三 鍾情於孟麗君，后成功取得其芳心 與劉燕玉有感情線，曾與其有一段婚姻，但其為了成全自己及孟麗君而自動退出 劉奎壁之天敵兼前妹婿 文近東之徒兒 第28集因救駕有功而被冊封為護國將軍 第29集被封為京畿督兵統領 |

### 劉家
| 演員   | 角色   | 關係／暱稱 |
| 羅樂林 | 劉 捷  | 朝廷命官 忽哥赤身邊之紅人 劉奎壁、劉燕玉之父 后因得罪九王爺險被流放，后來被判無罪舉家回鄉生活                          |
| 蘇恩磁 | 劉方氏 | 大娘 劉捷之妻 劉奎壁之母 劉燕玉之繼母 后跟劉捷回鄉生活                                                                 |
| 張松枝 | 劉奎壁 | 奎兒 劉捷之兒子 劉燕玉之兄 鍾情於蘇映雪 皇甫少華之天敵 后因得罪九王爺險被流放，后來被判無罪，並跟劉捷回鄉生活          |
| 胡杏兒 | 劉燕玉 | 劉捷與庶房所出之女兒 劉奎壁之妹 鍾情於皇甫少華，於第31集為了救父兄而嫁給其，但為成其及孟麗君而自動退出，跟劉捷回鄉生活 |

### 梁山寨
| 演員   | 角色   | 關係／暱稱                                                                      |
| 黃宇詩 | 衛勇娥 | 靚女寨主、美寨主、男人婆 梁山寨寨主 文近東之徒兒 與孟子儒有感情線，后為其未婚妻 |
| 古明華 | 李鬼   | 梁山寨會員，自称李逵后人                                                        |
| 戴耀明 | 武公   | 梁山寨會員，自称武松后人                                                        |
| 林遠迎 | 宋溪   | 梁山寨忠義仁勇四虎將 （第6-11,13,16,19,25-32集），自称宋江后人                  |
| 魯文傑 | 鲁智双 | 梁山寨会员，自称鲁智深后人                                                      |

### 其他演員
| 演員   | 角色     | 關係／暱稱 |
| 河國榮 | 馬可孛羅 | 馬仔菠蘿 色目人 從佛郎而來 孟麗君、皇甫少華、鐵穆耳之結拜兄弟，排名第一 於第6集返回佛郎                                           |
| 李國麟 | 文近東   | 前朝將軍 文天祥之侄兒 皇甫少華、衛勇娥之師父                                                                                      |
| 杜大偉 | 趙 昺    | 前朝皇帝 |
| 秦 煌  | 酈若山   | 山伯、梁山伯 前富商，因得罪九王爺而被抄家 孟士元之世交 落難後當酒莊員工，於第20集被解僱                                           |
| 馬國明 | 酈明堂   | 寶兒之情人，被九王爺棒打鴛鴦後患上骨精病 被孟麗君借用其身份投靠科舉 於第32集代替孟麗君成為狀元 於第32集因恢復身份而成為蘇映雪之夫 |
| 關 菁  | 關漢卿   | |
| 張 雷  | 乃 顏    | 於第28集與忽哥赤合謀刺殺鐵穆耳，亂局中被殺死                                                                                      |
| 鄧英敏 | 張大文   | 富商 死囚，後勾結劉捷找來孟士元調包                                                                                               |

## 歷史出入
- 歷史上察必皇后（1281年去世）比忽必烈（1294年去世）要先去世，但劇中由江漢飾演的忽必烈於第18集被察必皇后（羅蘭飾）發現在睡夢中去世。忽必烈喪禮一幕，察必皇后也在場，此情節並不符合歷史事實。
- 剧中可汗忽必烈病逝后元朝皇室披麻戴孝祭奠，是编剧按照汉族风俗想当然的杜撰。其实蒙古民族的丧葬文化与汉民族完全不同。
- 劇中元朝皇室各人經常引述漢人說法，進食漢人糕點，研究漢人的棋藝；第18集鐵穆耳批閱奏摺的時候，奏摺更竟以漢字書寫。事實上，元蒙皇朝並沒有積極漢化，主要是維護自身的蒙古文化，奏摺更應以蒙古文書寫。
- 劇中由鐵穆耳在登基之前迎娶了闊真作太子妃。闊真實為虛構人物，歷史上最接近闊真（太子妃）這個角色應該是失憐答里皇后。
- 劇中的鐵穆耳引入科舉制度，事實上元朝要到第四代君主元仁宗（1313年）才正式恢復科舉制度，比起劇情所發生的年代要後十多年。劇中的科舉亦聲稱要「漢蒙一家，無分彼此」。事實上，一如元代其他政策，當時科舉制度存在種族歧視，蒙古人以及色目人試卷問題較淺易，蒙古及色目人取錄比例亦遠較漢人及南人為高[3]。
- 於第28集的劇情，乃顏部署刺殺鐵穆耳。但根據歷史，乃顏於鐵穆耳登基前幾年（1287年）已經去世，根本不會在鐵穆耳當皇帝時計劃刺殺。
- 忽哥赤并不是忽必烈第九子，而是忽必烈第五子，第九子是鎮南王脫歡；而劇中的脫歡卻為忽必烈第十一子。

## 獎項殊榮

### 萬千星輝賀台慶2002
| 年份 | 獎項                           | 編號 | 得獎者        | 結果             |
| ---- | ------------------------------ | ---- | ------------- | ---------------- |
| 2002 | 本年度我最喜愛的男主角         | 20   | 馬德鐘        | 提名             |
| 2002 | 本年度我最喜愛的男主角         | 21   | 林 峯         | 提名（最後五強） |
| 2002 | 本年度我最喜愛的女主角         | 18   | 葉 璇         | 提名             |
| 2002 | 本年度我最喜愛的飛躍進步男藝員 | 08   | 林 峯         | 提名             |
| 2002 | 本年度我最喜愛的飛躍進步女藝員 | 07   | 葉 璇         | 提名             |
| 2002 | 本年度我最喜愛的飛躍進步女藝員 | 08   | 胡杏兒        | 提名             |
| 2002 | 本年度我最喜愛的飛躍進步女藝員 | 09   | 楊 怡         | 提名             |
| 2002 | 本年度我最喜愛的拍檔（戲劇組） | 18   | 馬德鐘、葉 璇 | 提名             |
| 2002 | 本年度我最喜愛的拍檔（戲劇組） | 19   | 林 峯、葉 璇  | 提名             |

## 收視
以下為本劇於香港無綫電視翡翠台之收視紀錄：
| 週次 | 集數   | 日期                          | 平均收視 | 最高收視 |
| 1    | 01－05 | 2002年8月5日－8月9日          | 24點     | 點       |
| 2    | 06－10 | 2002年8月12日－8月16日        | 25點     | 點       |
| 3    | 11－15 | 2002年8月19日－8月23日        | 27點     | 點       |
| 4    | 16－20 | 2002年8月26日－8月30日        | 26點     | 點       |
| 5    | 21－25 | 2002年9月2日－9月6日          | 28點     | 點       |
| 6    | 26－30 | 2002年9月9日－9月13日         | 31點     | 42*點    |
| 7    | 31－32 | 2002年9月14日（兩小時大結局） | 點       | 45*點    |

- 受到強烈熱帶風暴黑格比影響，結局週收視大幅攀升。
- 全劇平均收視27點。
- 因年代久遠，部份收視資料已不可考。

## 外部連結
- 無綫電視官方網頁 - 再生緣

## 電視節目的變遷
| 香港、 马来西亚、 新加坡 TVB星河频道 好戏珍藏馆时段 · 星期一至五 20:30-21:30 | 香港、 马来西亚、 新加坡 TVB星河频道 好戏珍藏馆时段 · 星期一至五 20:30-21:30 | 香港、 马来西亚、 新加坡 TVB星河频道 好戏珍藏馆时段 · 星期一至五 20:30-21:30 |
| ---------------------------------------------------------------------------- | ---------------------------------------------------------------------------- | ---------------------------------------------------------------------------- |
|                                                                              | 再生缘 （2022年9月5日－2022年10月18日）                                      |                                                                              |
| 衛斯理 （2022年7月25日 - 2022年9月2日）                                      | 火舞黃沙 （2022年10月19日 - 2022年12月1日）                                  |                                                                              |